# Tino Costa
Pour les articles homonymes, voir Costa et Alberto Costa.
Alberto Facundo « Tino » Costa est un footballeur argentin créatif né à Buenos Aires le 9 janvier 1985. Il évolue au poste de milieu de terrain.
Il possède la double nationalité française et argentine, pays d'origine, il a même fait part de son envie d'évoluer en équipe de France.

## Biographie
Il débute à l’âge de 11 ans dans le club de La Terraza, le club de Las Flores. À l'âge de 16 ans, son président, Ruben Munoz, devient le tuteur et agent de Tino, l'amenant ainsi à jouer en Guadeloupe. Avec la division d'honneur du Racing de Basse-Terre, l’argentin remporte pendant quatre ans tous les titres de l'île. Repéré par le RC Paris, il rejoint le club en National. Remarqué par Jean-Michel Larqué qui le conseille au Pau FC, qui l'engage et où il passe deux très bonnes saisons. Le Pau FC relégué en CFA, Jean-Michel Larqué le conseille à son ami Christian Sarramagna, qui le fait signer au FC Sète, quelques semaines avant son propre départ, où il loupe de peu la montée. Il s'engage en juin 2008 avec le Montpellier Hérault Sport Club pour une durée de trois ans.
Lors de sa première saison avec son nouveau club, il finit meilleur passeur de Ligue 2 avec 12 passes, inscrivant 8 buts dans la saison et nommé pour le trophée du meilleur joueur du championnat, il réussit une saison tout bonnement exceptionnelle. Il contribua grandement à la montée de son équipe en Ligue 1 en étant nommé dans l'équipe-type de Ligue 2 2009 aux côtés de son coéquipier Victor Hugo Montaño.
L'année suivante, lors du Championnat de France de football de Ligue 1 2009-2010, il éclate au plus haut niveau, en étant unanimement considéré comme un des principaux artisans de la saison exceptionnelle du club promu qui, en terminant à la cinquième place, décroche une qualification inespérée pour la Ligue Europa. Auteur de 7 buts et 6 passes décisives, sa performance est saluée par une sélection dans l'équipe-type de Ligue 1 du quotidien L'Équipe.
Le 1er juillet 2010, Tino Costa signe un contrat de quatre ans avec le club espagnol Valence CF. Le montant du transfert est de 6,5 millions d'euros. Il marque son premier but sous ses nouvelles couleurs et par la même occasion son premier but en ligue des champions face à Bursaspor, son équipe s'impose quatre buts à zéro et Tino Costa est élu homme du match. Durant la saison 2011-2012, il est demi-finaliste de la Ligue Europa en ayant perdu contre le futur vainqueur de la compétition l'Atletico Madrid. L'année suivante, il perd en huitièmes de finale de la Ligue des Champions contre le Paris Saint-Germain.
Le Spartak Moscou (D1 russe) annonce le 5 juin 2013 un accord avec Valence CF pour le transfert de Tino Costa. Le transfert se fait pour une durée de quatre ans et pour un montant de 6,7 millions d'euros. 
Après la clôture du mercato de la saison 2023-2024, Tino Costa rejoint de nouveau le Pau FC pour un second passage chez les Maynats. Costa dispute son premier match face à Coulaines en Coupe de France, entrant à la 71e minute.

### En équipe nationale
Il connait sa première sélection avec l'Argentine le 1er juin 2011 à l'occasion d'un match face au Nigeria (défaite 4-1). Il connait sa deuxième sélection le 14 novembre 2012 contre l'Arabie saoudite (0-0).

## Palmarès
- Montpellier Hérault SC :
  - Vice-champion de Ligue 2 en 2009

## Distinctions personnelles
- Élu meilleur joueur de National (3e division) en 2008.
- Nomme dans la catégorie meilleur joueur de Ligue 2 en 2009.
- Nommé dans l'équipe-type de Ligue 2 2009 des Trophées UNFP.

## Statistiques
Le tableau ci-dessous résume les statistiques en match officiel de Tino Costa durant sa carrière de joueur professionnel.
| Saison      | Club            | Pays    | Championnat      | Championnat | Championnat | Coupes nationales | Coupes nationales | Coupe d'Europe | Coupe d'Europe | Coupe d'Europe | Sélection | Sélection |
| Saison      | Club            | Pays    | Division         | Matchs      | Buts        | Matchs            | Buts              | Type           | Matchs         | Buts           | Matchs    | Buts      |
| ----------- | --------------- | ------- | ---------------- | ----------- | ----------- | ----------------- | ----------------- | -------------- | -------------- | -------------- | --------- | --------- |
| 2004 - 2005 | Racing Paris    | France  | National         | 26          | 3           | -                 | -                 | -              | -              | -              | -         | -         |
| 2005 - 2006 | Pau FC          | France  | National         | 34          | 2           | -                 | -                 | -              | -              | -              | -         | -         |
| 2006 - 2007 | Pau FC          | France  | National         | 32          | 2           | -                 | -                 | -              | -              | -              | -         | -         |
| 2007 - 2008 | FC Sète         | France  | National         | 29          | 3           | 3                 | 0                 | -              | -              | -              | -         | -         |
| 2008 - 2009 | Montpellier HSC | France  | Ligue 2          | 35          | 8           | 2                 | 0                 | -              | -              | -              | -         | -         |
| 2009 - 2010 | Montpellier HSC | France  | Ligue 1          | 31          | 7           | 2                 | 0                 | -              | -              | -              | -         | -         |
| 2010 - 2011 | Valence CF      | Espagne | Primera División | 24          | 4           | 1                 | 0                 | C1             | 7              | 2              | 1         | 0         |
| 2011 - 2012 | Valence CF      | Espagne | Primera División | 27          | 5           | 5                 | 1                 | C1+C3          | 3+6            | 1+0            | -         | -         |
| 2012 - 2013 | Valence CF      | Espagne | Primera División | 31          | 2           | 3                 | 2                 | C1             | 8              | 0              | 1         | 0         |

Dernière mise à jour le 10 mars 2013